# Abbazia di Sant'Eustachio
L'abbazia di Sant'Eustachio era un monastero benedettino soppresso nel Cinquecento e oggi in rovina. I resti sorgono sulle pendici del Montello, in comune di Nervesa della Battaglia.
Nelle immediate vicinanze dell'Abbazia si trova il Sacrario del Montello, monumento dedicato ai caduti della prima guerra mondiale.

## Storia

### Dalla fondazione alla soppressione del monastero
Come testimonia una bolla di papa Alessandro II del 1062, l'abbazia di Sant'Eustachio fu fondata da Rambaldo III di Collalto e dalla madre Gisla attorno al 1050 su di una preesistente opera fortificata. I Collalto, famiglia di stirpe longobarda, avevano da poco perso la propria influenza su Treviso a favore del vescovo locale, il cui potere si espandeva di anno in anno sia dal punto di vista religioso che temporale. Così facendo, quindi, essi contrapponevano a questa autorità un'istituzione indipendente e direttamente sottoposta al pontefice, il quale pure non vedeva di buon occhio l'espansione dei vescovi trevigiani, sostenitori dell'imperatore.

### Dalla prepositura ad oggi
I continui attriti con i vescovi di Treviso spinsero papa Leone X, nel 1521, a ridurre l'abbazia in prepositura, in commenda ai conti di Collalto.
Tra il Cinquecento e il Seicento il complesso divenne un importante polo culturale. Qui vennero ospitati, tra gli altri, Pietro Aretino, Giovanni Della Casa (che vi compose il noto Galateo) e Gaspara Stampa.
Tra il 1744 e il 1819, Sant'Eustachio fu amministrato dall'abate commendatario Vinciguerra VII di Collalto, uomo colto e capace che lo trasformò in un'importante azienda agricola retta da esperti e studiosi. Fu grazie a lui che la prepositura sopravvisse alle soppressioni napoleoniche di inizio Ottocento, che invece colpirono la vicina certosa di San Girolamo.
In seguito, tuttavia, le autorità ecclesiastiche giudicarono inutile e obsoleta questa istituzione e, nel 1865, essa venne definitivamente soppressa, trasferendo il titolo di abate al vescovo di Treviso.
Dopo la Rotta di Caporetto, l'edificio si ritrovò in prossimità del fronte del Piave e subì pesanti danneggiamenti. Le rovine, lasciate all'incuria, sono state di recente rivalorizzate grazie ai finanziamenti dell'Unione europea.
L'abbazia di Sant'Eustachio fu oggetto di due restauri, uno parziale risalente al 1992 e un secondo massiccio restauro nel 2017 a opera della società agricola Giusti-Dal Col tenendo conto dei nuovi rilievi archeologici con il recupero delle pavimentazioni, sepolture e muri riscoperti durante gli scavi. È stata inoltre predisposta la ricostruzione, su fonti documentarie, della torre d'ingresso e l'integrazione, su basi archeologiche, di parte delle strutture conventuali. Il restauro si è concluso a marzo del 2018.

## Galleria d'immagini

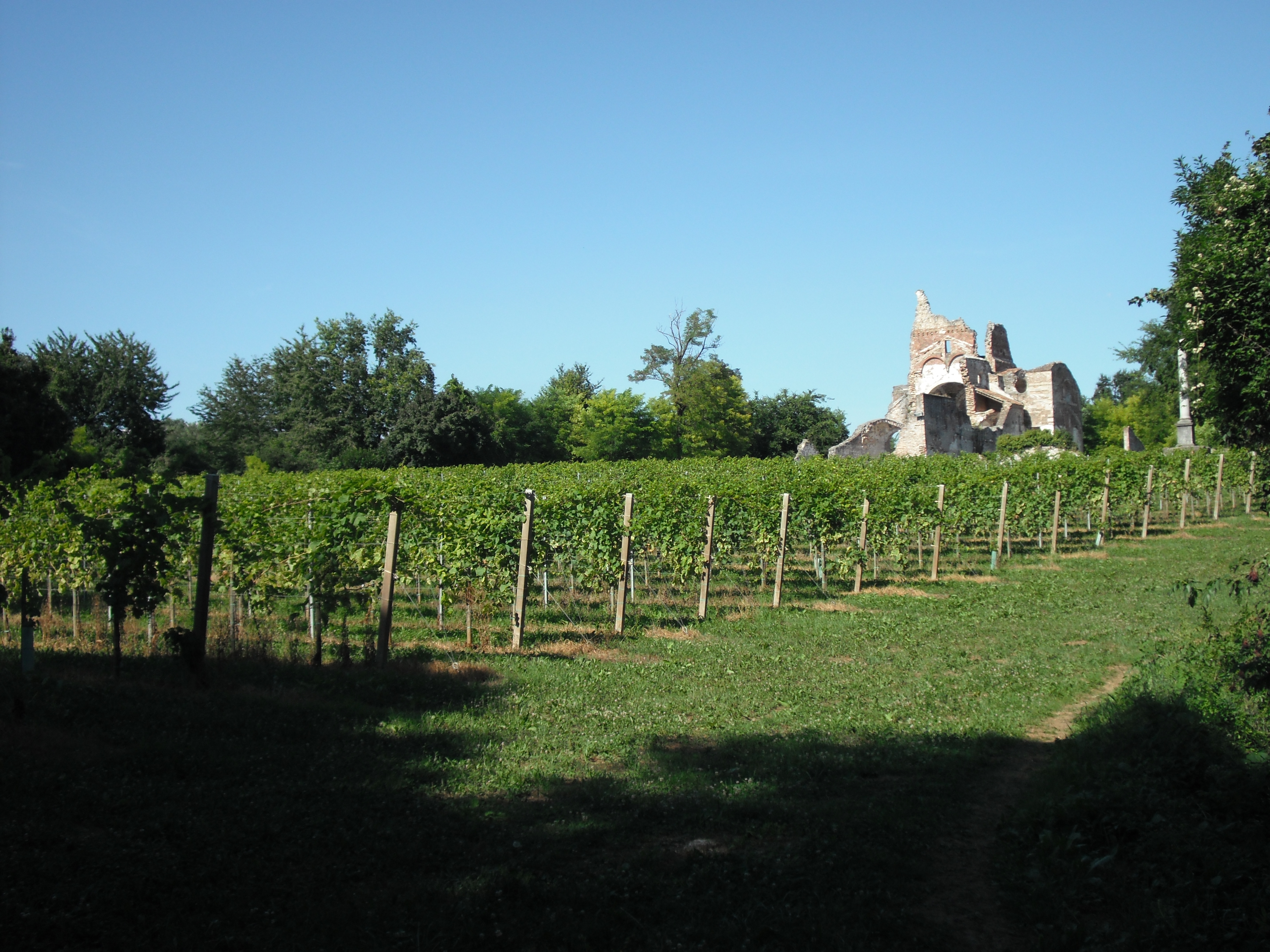
I dintorni dell'abbazia.
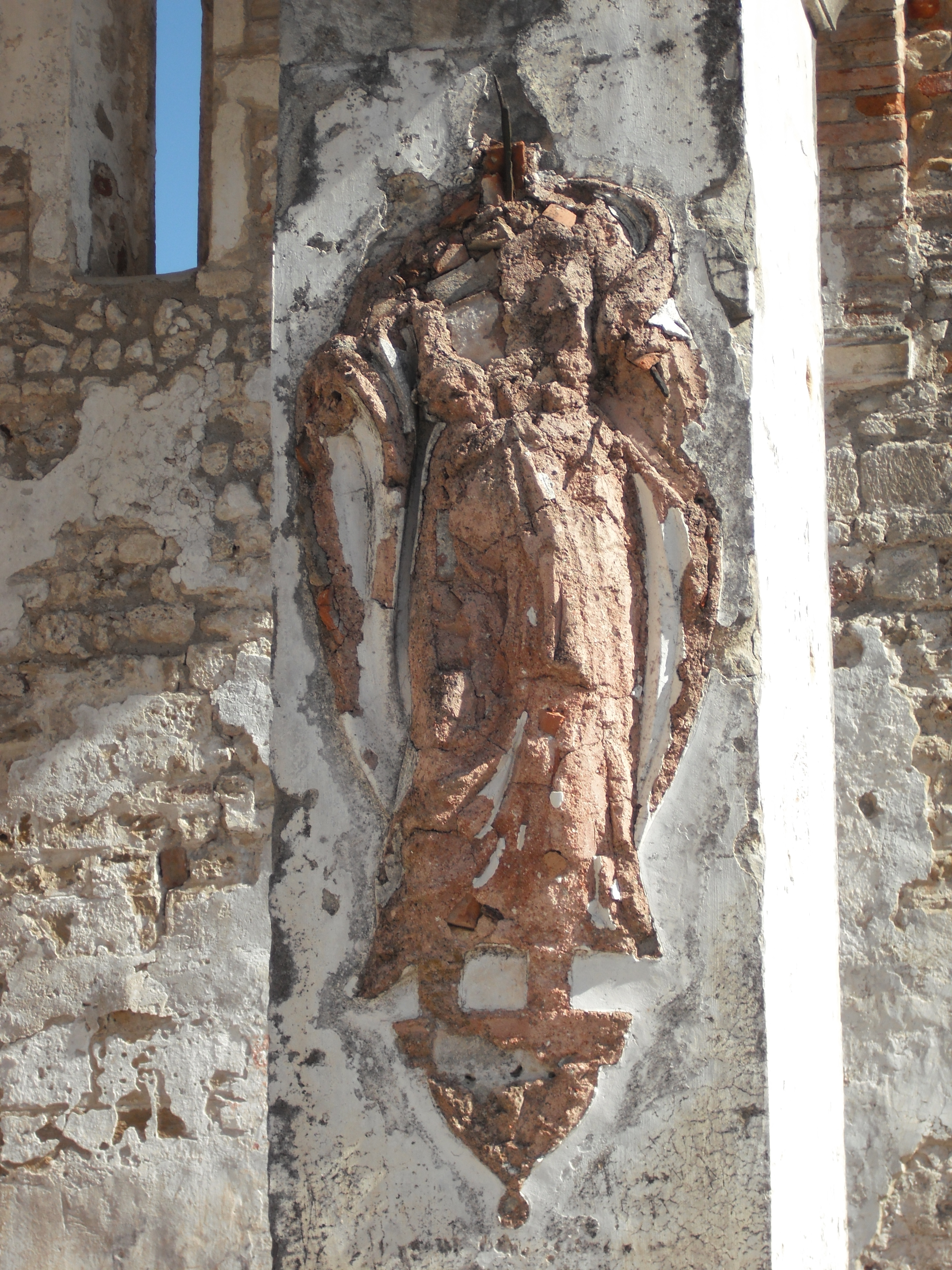
Resti di rilievo su una colonna della chiesa.
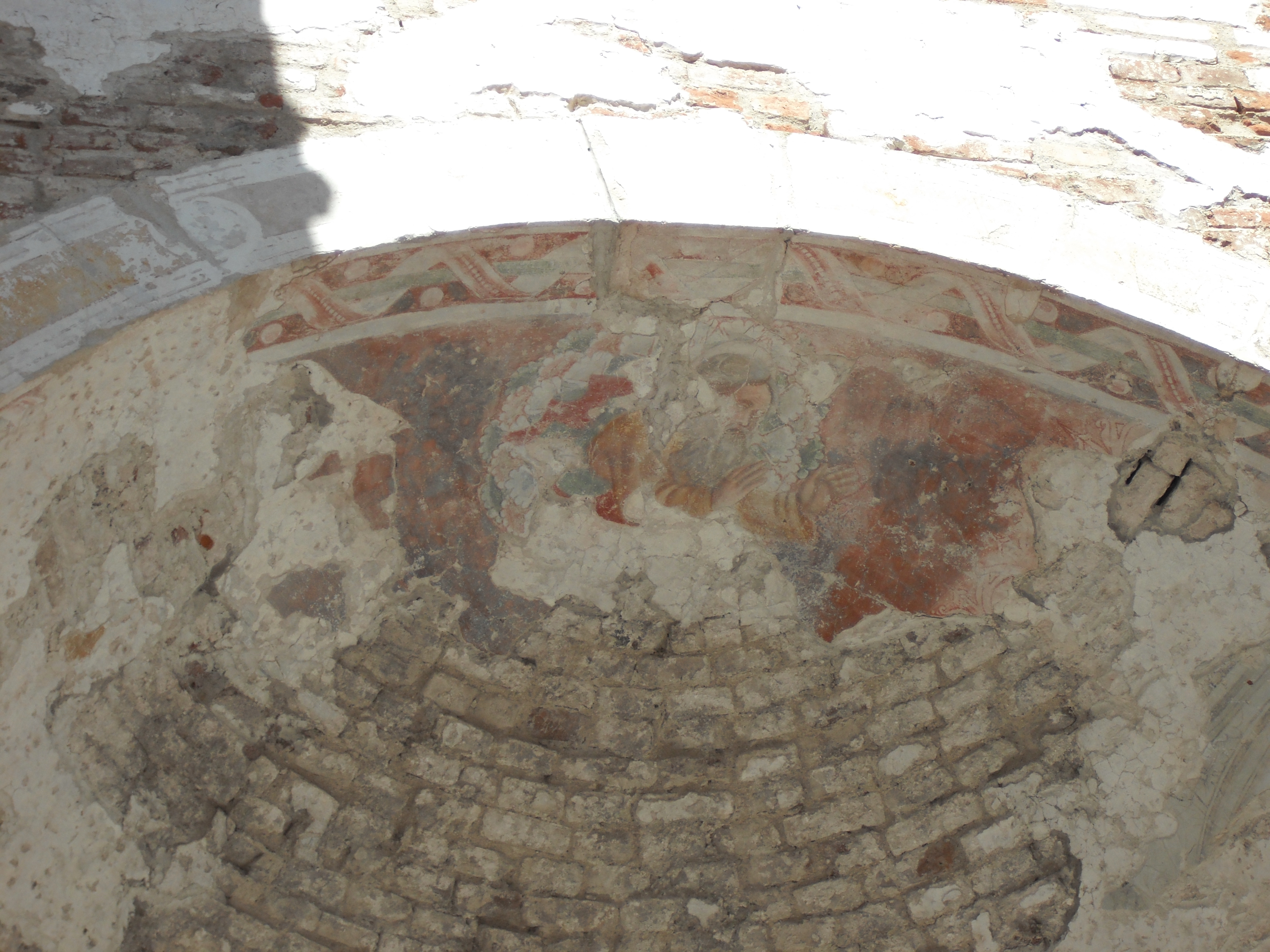
Resti di affresco.
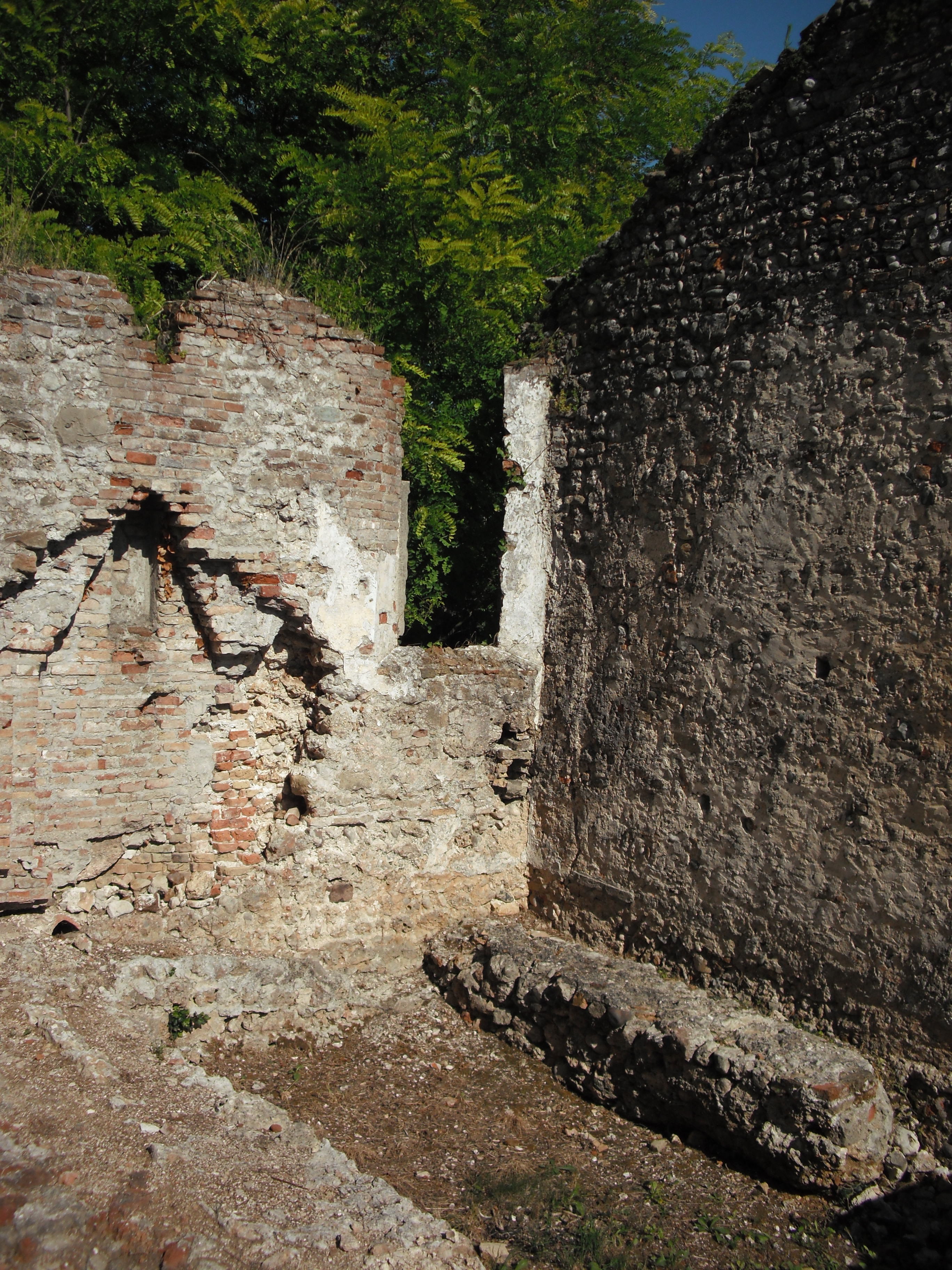
Le rovine del monastero.
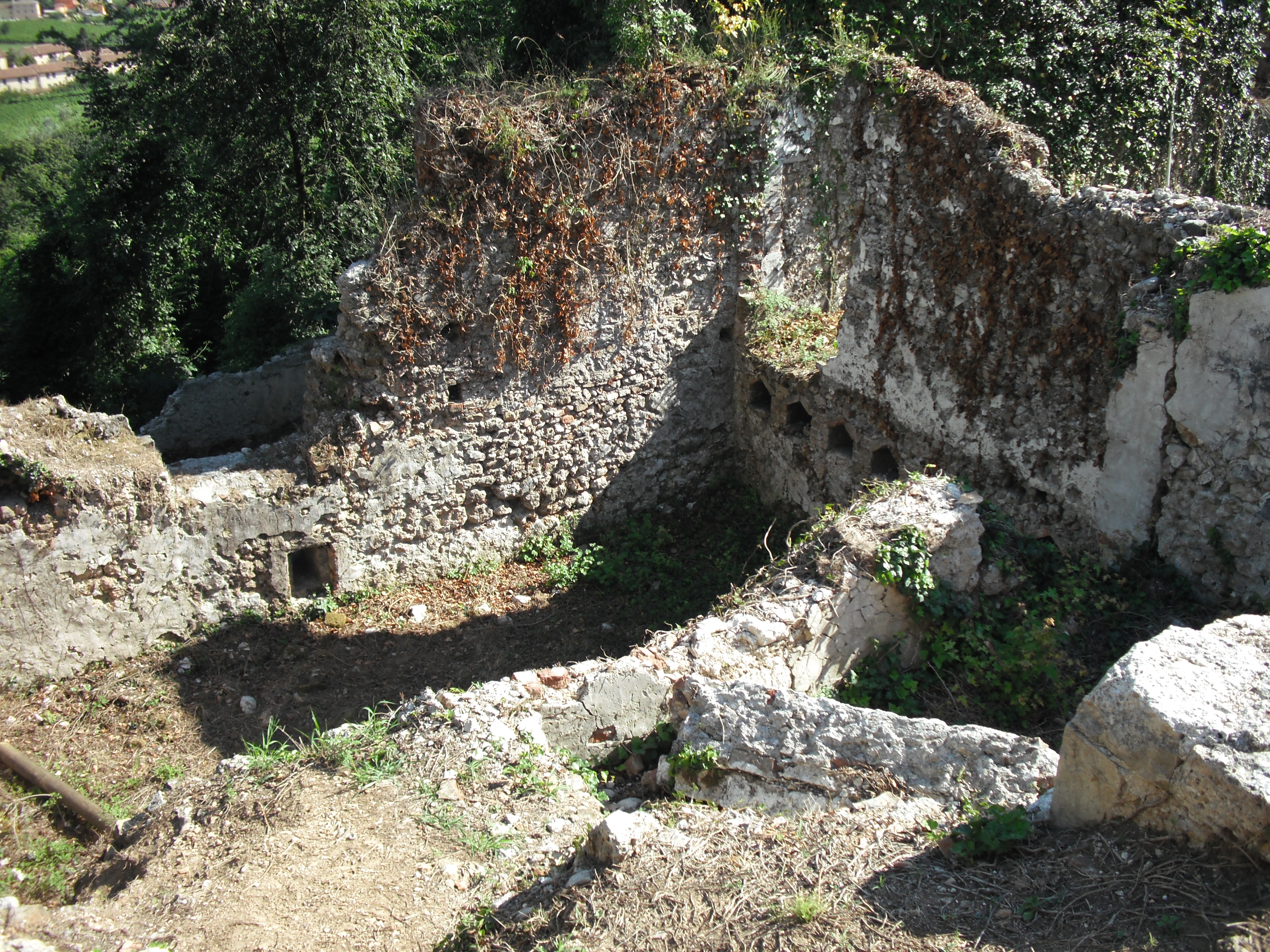
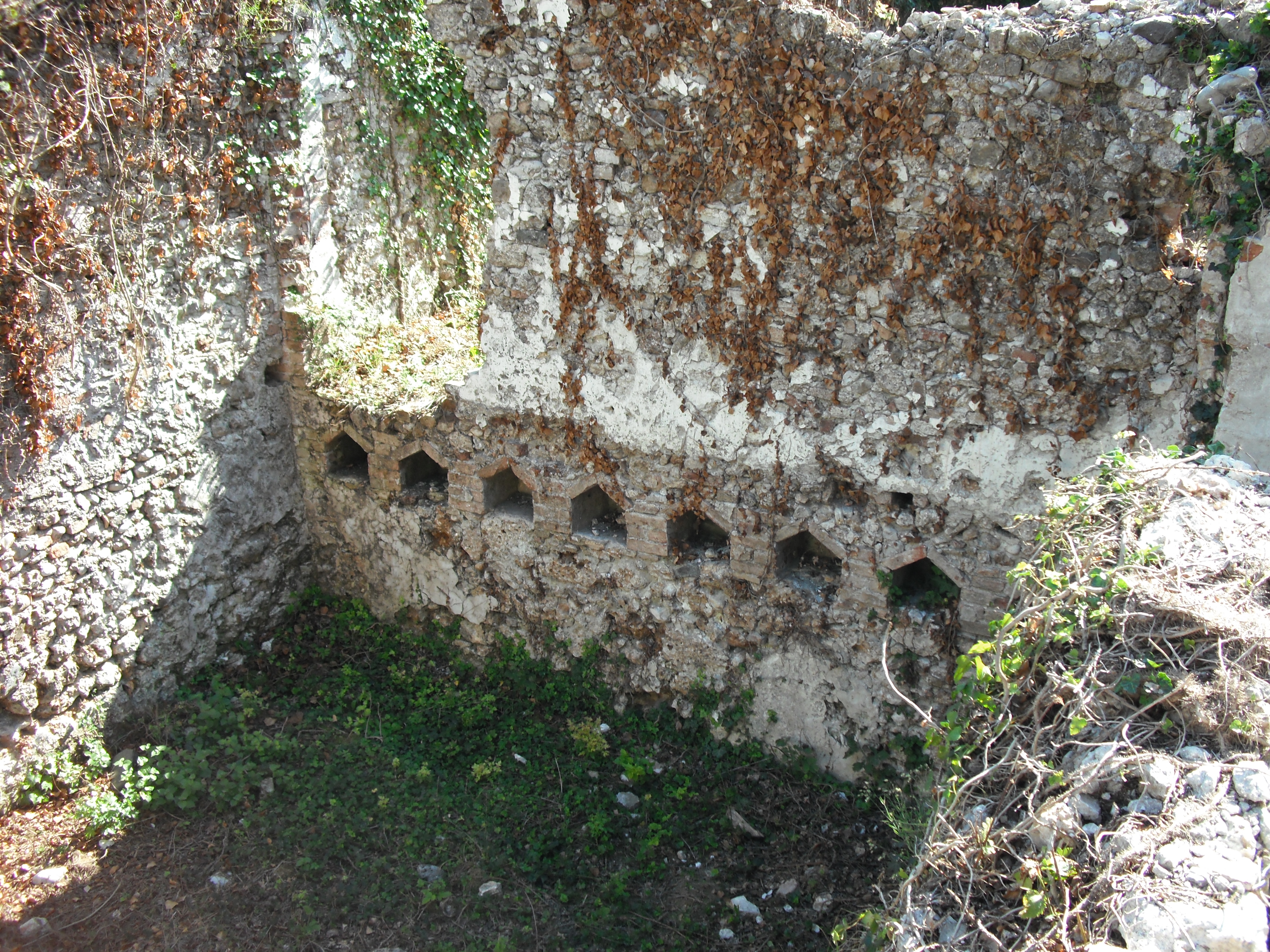
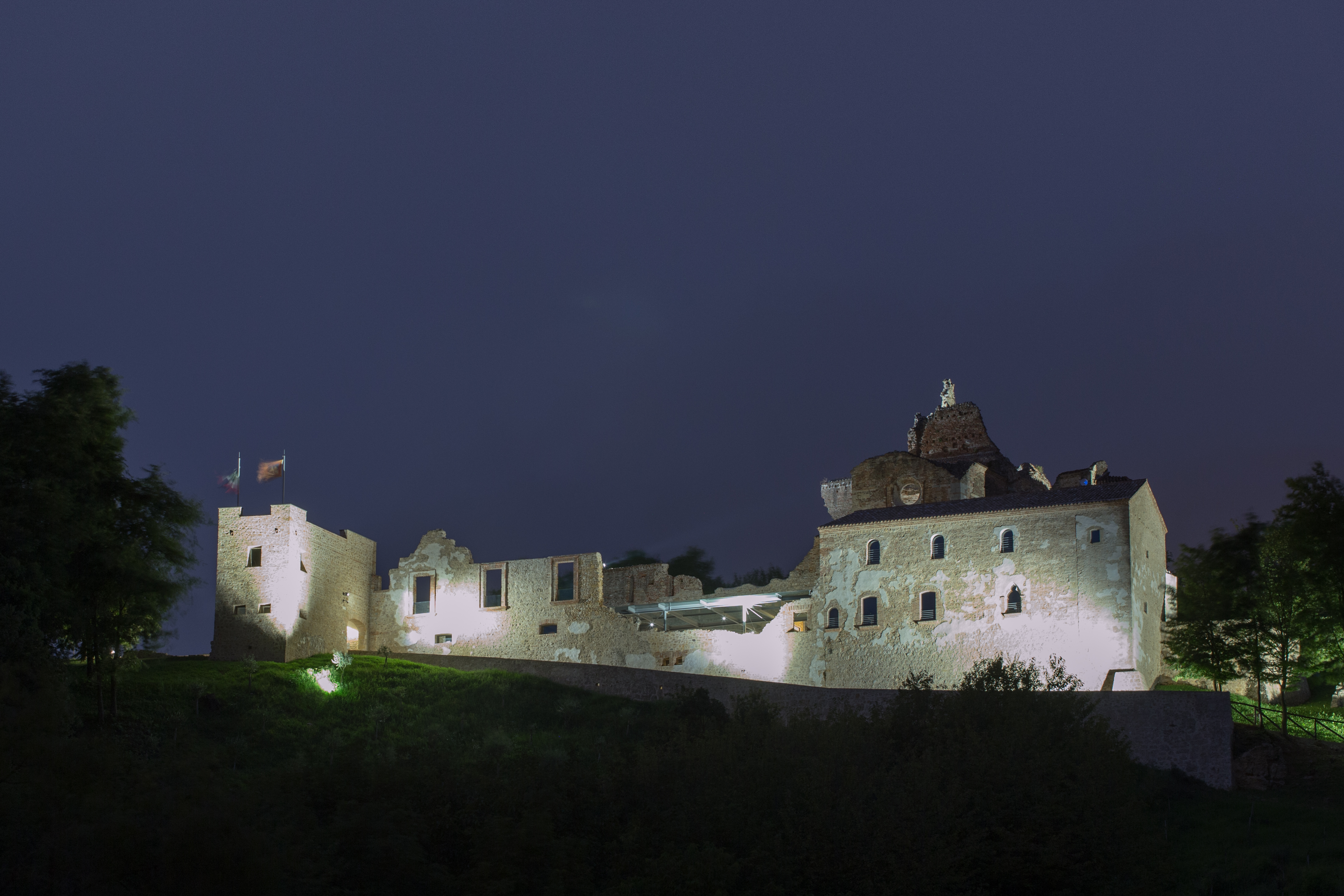
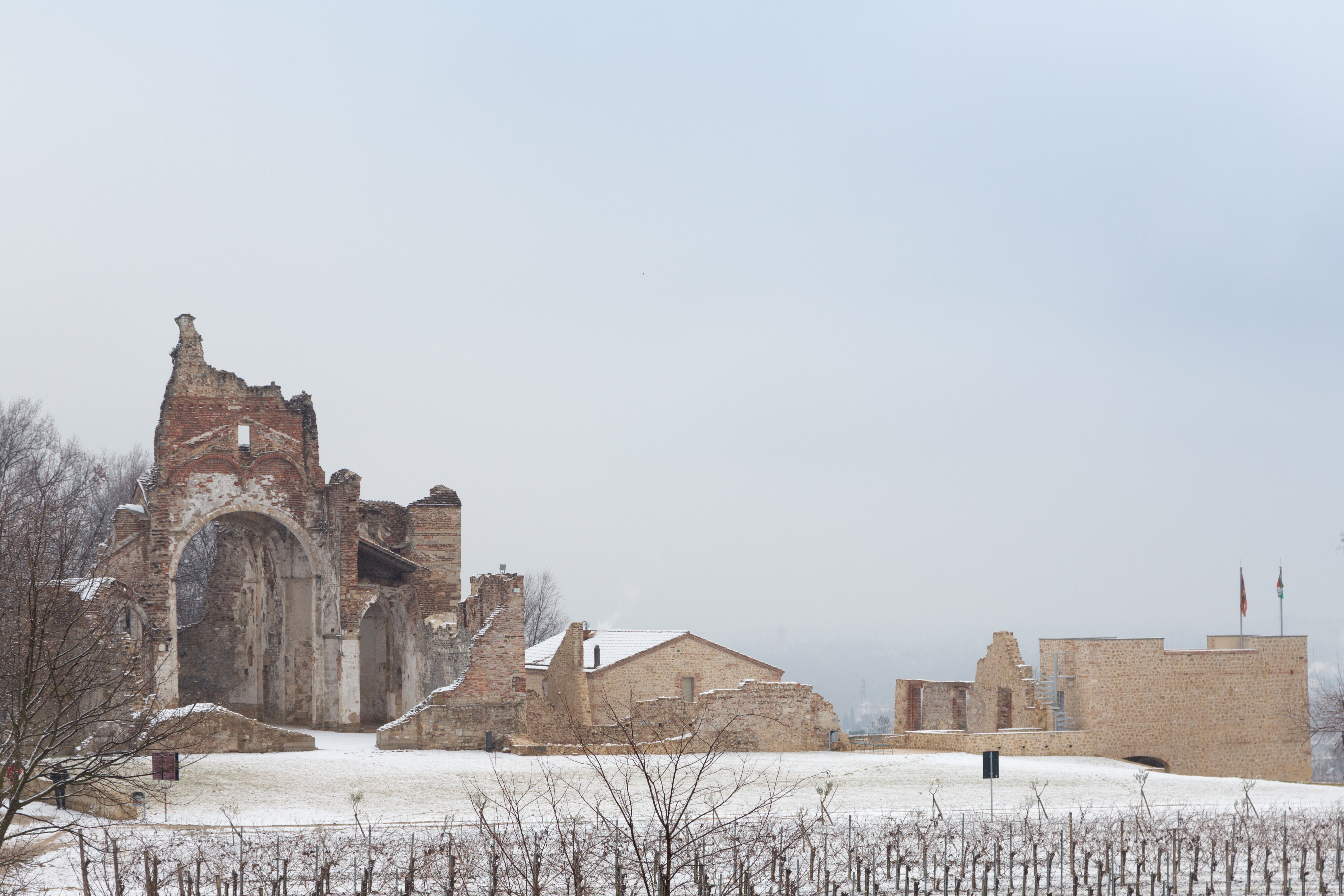